# Viktória Kužmová
Viktória Kužmová (Košice, 11 mei 1998) is een tennisspeelster uit Slowakije. Kužmová begon met tennis toen zij vier jaar oud was. Haar favoriete ondergrond is hardcourt. Zij speelt rechtshandig en heeft een tweehandige backhand. Zij is actief in het internationale tennis sinds 2013. Sinds 10 april 2023 staat zij bij de WTA ingeschreven als Viktória Hrunčáková.

## Loopbaan
In 2014 won Kužmová haar eerste ITF-toernooi, in Iraklion op het Griekse eiland Kreta.
In 2015 won zij samen met Aleksandra Pospelova het meisjesdubbelspeltoernooi van het US Open.
In juli 2017 kwam zij binnen in de top 150 van de WTA-ranglijst. Een maand later kwalificeerde zij zich via het kwalificatietoernooi voor het US Open 2017, en speelde zij haar eerste grandslamwedstrijd.
In mei 2018 kwam zij binnen in de top 100 van de WTA-ranglijst, en in december 2018 in de top 50.
In 2019 bereikte Kužmová in het dubbelspel enkele WTA-finales – in Sint-Petersburg moest zij de eindzege prijsgeven; daarna won zij de titels in Praag (samen met Russin Anna Kalinskaja) en in Boekarest (met de linkshandige Tsjechische Kristýna Plíšková). Op het US Open 2019 bereikte zij de halve finale, met Wit-Russin Aljaksandra Sasnovitsj aan haar zijde.
In maart 2021 won Kužmová haar derde dubbelspeltitel, samen met de Nederlandse Arantxa Rus in Lyon.
In februari 2023 won zij haar vierde in Linz, geflankeerd door de Georgische Natela Dzalamidze.
In januari 2024 won zij haar vijfde op het WTA-toernooi van Auckland met de Kazachse Anna Danilina aan haar zijde.

### Tennis in teamverband
In de periode 2018–2023 maakte Kužmová deel uit van het Slowaakse Fed Cup-team – zij behaalde daar een winst/verlies-balans van 13–8. Met haar enkelspeloverwinning op Harriet Dart tijdens de kwalificatieronde van Fed Cup 2020 droeg zij bij aan de winst op Groot-Brittannië, waardoor het team door kon naar het Wereldgroep-eindtoernooi.

## Posities op deWTA-ranglijst
Positie per einde seizoen:
| jaar | rang enkelspel | rang dubbelspel |
| ---- | -------------- | --------------- |
| 2014 | 703            | –               |
| 2015 | 440            | 840             |
| 2016 | 225            | 441             |
| 2017 | 132            | 554             |
| 2018 | 56             | 127             |
| 2019 | 52             | 29              |
| 2020 | 96             | 29              |
| 2021 | 174            | 57              |
| 2022 | 146            | 89              |
| 2023 | 117            | 78              |

## Resultaten grandslamtoernooien
| Legenda | Legenda                          |
| ------- | -------------------------------- |
| g.t.    | geen toernooi gehouden           |
| l.c.    | lagere categorie                 |
| –       | niet deelgenomen                 |
| G       | uitgeschakeld in de groepsfase   |
| 1R      | uitgeschakeld in de eerste ronde |
| 2R      | uitgeschakeld in de tweede ronde |
| 3R      | uitgeschakeld in de derde ronde  |
| 4R      | uitgeschakeld in de vierde ronde |
| KF      | uitgeschakeld in de kwartfinale  |
| HF      | uitgeschakeld in de halve finale |
| F       | de finale verloren               |
| W       | het toernooi gewonnen            |
| w-v     | winst/verlies-balans             |

### Enkelspel
| toernooi        | 2017 | 2018 | 2019 | 2020 | 2021 | 2022 | 2023 |
| --------------- | ---- | ---- | ---- | ---- | ---- | ---- | ---- |
| Australian Open | –    | 1R   | 2R   | 1R   | 1R   | 1R   | –    |
| Roland Garros   | –    | 2R   | 3R   | 1R   | –    | –    | 1R   |
| Wimbledon       | –    | 1R   | 1R   | g.t. | –    | –    | 1R   |
| US Open         | 1R   | 1R   | 1R   | 1R   | –    | 2R   | 1R   |

### Vrouwendubbelspel
| toernooi        | 2018 | 2019 | 2020 | 2021 | 2022 | 2023 |
| --------------- | ---- | ---- | ---- | ---- | ---- | ---- |
| Australian Open | –    | 1R   | 3R   | 3R   | 3R   | –    |
| Roland Garros   | 2R   | 2R   | 3R   | 1R   | 1R   | –    |
| Wimbledon       | –    | 1R   | g.t. | 3R   | 2R   | 3R   |
| US Open         | 2R   | HF   | 1R   | 1R   | –    | –    |

### Gemengd dubbelspel
| toernooi        | 2020 |
| --------------- | ---- |
| Australian Open | 1R   |
| Roland Garros   | g.t. |
| Wimbledon       | g.t. |
| US Open         | g.t. |

## Palmares
| Legenda                 |
| ----------------------- |
| Grandslamtoernooi       |
| Olympische Spelen       |
| Year-End Championships  |
| Premier Mandatory       |
| Premier Five / WTA 1000 |
| Premier / WTA 500       |
| International / WTA 250 |
| Challenger / WTA 125    |

### WTA-finaleplaatsen enkelspel
geen

### WTA-finaleplaatsen vrouwendubbelspel
| nr.              | finale     | toernooi            | ondergrond    | partner           | tegenstandsters                         | score             |         |
| ---------------- | ---------- | ------------------- | ------------- | ----------------- | --------------------------------------- | ----------------- | ------- |
| gewonnen finales |            |                     |               |                   |                                         |                   |         |
| 1.               | 2019-05-03 | WTA Praag           | gravel        | Anna Kalinskaja   | Nicole Melichar Květa Peschke           | 4-6, 7-5, [10-7]  | details |
| 2.               | 2019-07-21 | WTA Boekarest       | gravel        | Kristýna Plíšková | Jaqueline Cristian Elena Gabriela Ruse  | 6-4, 7-6          | details |
| 3.               | 2021-03-07 | WTA Lyon            | hardcourt (i) | Arantxa Rus       | Eugenie Bouchard Olga Danilović         | 3-6, 7-5, [10-7]  | details |
| 4.               | 2023-02-12 | WTA Linz            | hardcourt (i) | Natela Dzalamidze | Anna-Lena Friedsam Nadija Kitsjenok     | 4-6, 7-5, [12-10] | details |
| 5.               | 2024-01-07 | WTA Auckland        | hardcourt     | Anna Danilina     | Marie Bouzková Bethanie Mattek-Sands    | 6-3, 6-7, [10-8]  | details |
| verloren finales |            |                     |               |                   |                                         |                   |         |
| 1.               | 2019-02-03 | WTA Sint-Petersburg | hardcourt (i) | Anna Kalinskaja   | Margarita Gasparjan Jekaterina Makarova | 5-7, 5-7          | details |
| 2.               | 2021-02-07 | WTA Melbourne       | hardcourt     | Anna Kalinskaja   | Shuko Aoyama Ena Shibahara              | 3-6, 4-6          | details |
| 3.               | 2021-07-18 | WTA Praag           | hardcourt     | Nina Stojanović   | Marie Bouzková Lucie Hradecká           | 6-7, 4-6          | details |
| 4.               | 2023-06-17 | WTA Rosmalen        | gras          | Tereza Mihalíková | Shuko Aoyama Ena Shibahara              | 3-6, 3-6          | details |